# Chanaliech e Mascher
Chanaliech Mascher (en francès Chenailler-Mascheix) és un municipi francès situat al departament de la Corresa i a la regió de la Nova Aquitània.

## Demografia
| 1962                                       | 1968 | 1975 | 1982 | 1990 | 1999 | 2007 |
| ------------------------------------------ | ---- | ---- | ---- | ---- | ---- | ---- |
| 251                                        | 288  | 245  | 221  | 203  | 170  | 160  |
| Des de 1962: població sense dobles comptes |      |      |      |      |      |      |

## Administració
| Període | Identitat               | Partit |
| ------- | ----------------------- | ------ |
| 2001-   | Valentine Graffouillère |        |